# Юр'єв Василь Якович
Васи́ль Я́кович Ю́р'єв (нар. 20 лютого 1879, село Івановська Вірга Нижньоломовського повіту Пензенської губернії, тепер село Вірга Нижньоломовського району Пензенської області, Російська Федерація — 8 лютого 1962, Харків) — український селекціонер-рослинник, академік АН УРСР (з 1945), дійсний член АН УРСР (з грудня 1946), дійсний член Академії сільськогосподарських наук Української РСР, заслужений діяч науки Української РСР (з 1949), почесний член Всесоюзної Академії сільськогосподарських наук. Двічі Герой Соціалістичної Праці (1954 і 1959). Депутат Верховної Ради УРСР 3—5-го скликань.

## Біографія

Погруддя В. Юр'єва біля кінотеатру «Київ» у Харкові

Народився у небагатій дворянській родині Пензенської губернії. У 1892 році закінчив Нижньоломовське чотирьохкласне училище, а у 1899 році — Марининське (Маріїнське) землеробське училище Саратовської губернії, де потім працював репетитором учнів при училищі.
У 1905 р. закінчив Новоолександрійський інститут сільського господарства і лісівництва у місті Ново-Олександрія (тепер — Пулави, Польща).
У 1906—1909 р. — перший агроном Нижньоломовського повітового земства Пензенської губернії.
У 1909—1956 роках працював селекціонером Харківської селекційної станції (з 1944 року — директор селекційної станції).
У 1912 р. отримав відрядження до США. Привіз звідти насіння кукурудзи сорту Мінезота 23, на основі якого вивів сорти кукурудзи Харківська 23 та Харківська біла зубовидна.
Учасник Першої світової війни: у 1914—1918 рр. — у російській імператорській армії.
У 1936 р. йому присвоєно вчений ступінь доктора сільськогосподарських наук (за великі досягнення в галузі селекції та насінництва - без захисту дисертації).
З 1937 р. — професор, завідувач кафедри селекції Харківського сільськогосподарського інституту імені Докучаєва.
Під час німецько-радянської війни перебував у евакуації у східних районах СРСР, працював заступником директора Челябінської селекційної станції.
У 1946—1956 р. — директор Інституту генетики і селекції Академії наук УРСР. Член КПРС з 1956 року.
У 1956—1962 р. — директор Українського науково-дослідного інституту рослинництва, селекції і генетики.

## Науковий доробок
Юр'єв — автор близько 100 праць з питань методики й організації селекції, сортовипробування і наслідництва сільськогосподарських культур; вивів багато сортів озимої і ярої пшениці, проса, кукурудзи та інших культур. Співавтор посібника для аґрономічних вузів з селекції й насінництва сільськогосподарських рослин.

## Нагороди
- Герой Соціалістичної Праці (15.05.1954, 29.06.1959)
- п'ять орденів Леніна (7.02.1939, 23.01.1948, 19.03.1949, 15.05.1954, 26.02.1958)
- два ордени Трудового Червоного Прапора (10.09.1945, 27.10.1949)
- орден Знак Пошани (28.08.1944)
- лауреат Сталінської премії (1947)
- медалі

## Пам'ять
В Україні заснована Премія НАН України імені В. Я. Юр'єва.
На його честь названий Інститут рослинництва НААН.